# Церковь Покрова Пресвятой Богородицы (Новокарцево)
Церковь Покрова Пресвятой Богородицы — православный храм в селе Новокарцево, Дмитровского района Московской области, построенный в начале XVIII века. Церковь является объектом культурного наследия, памятником архитектуры. В настоящее время возвращена православной церкви, восстановлена.

## История храма
Богдан Минич Дубровский около 1631 года начал строительство деревянной церкви в честь Покрова Пресвятой Богородицы в сельце Новом, владельцем которого он являлся.
Возведение одноимённого каменного храма началось в начале XVIII века новым владельцем села Петром Андреевичем Толстым, но вскоре из-за указа Петра I о запрещении «каменного строительства вне Петербурга» приостановилось. Сохранилась подрядная запись, заключенная между крестьянами Ярославского уезда из деревень Першино, Рыбницы, Чулково и женой Толстого Соломонидой Тимофеевной, датируемая 18-м мая 1714 года. Только в 1717 году по ходатайству заказчика церковь была достроена. Храм был выстроен в стиле московского барокко и создан «по образцу» бывшей в Москве церкви Воскресения на Арбате. Его нарядное убранство из белого камня было значительно упрощено, расширены окна, фасады оштукатурены. В здании был обустроен придел в честь Рождества Христова. Чуть позже, в первой половине XIX века была возведена каменная ампирная двухъярусная колокольня со шпилем.
В 1918 году церковь была закрыта. Всё имущество, принадлежавшее храму, было экспроприировано. Помещение церкви при Советской власти стали использовать как сельский дом культуры, затем здесь был обустроен склад минеральных удобрений, что стало причиной быстрого ветшания постройки.
В годы Великой Отечественной войны село оказалось на оккупированной территории. Немцы в ноябре 1941 года в Новокарцеве размещали моторизованные части. Под контролем фашистских войск село находилось две недели. Здание храма уцелело.
В 1998 году при храме была организована православная община, которая организовала проведение реставрационных и восстановительных работ.
В 2002 году Покровская церковь была передана в качестве подворья Спасо-Влахернскому монастырю поселка Деденево.